# チャプターハウス (バンド)
チャプターハウス（英: Chapterhouse）は、1987年にイギリス・レディングで結成されたロックバンド。

## 来歴
1987年にイングランドのレディングにて、共にボーカルとギターのアンドリュー・シェリフとスティーヴン・パットマンを中心に結成される。ベースは当初ジョン・カーティスが担当していたが、学業のためにすぐに脱退すると、代わってラッセル・バレットが加入する。メンバーは他にギターのサイモン・ロウと、ドラムのアシュレイ・ベイツ。
結成から一年ほどはレコーディングを行わずにライブ活動を行い、スペースメン3等のライブ・サポートも行っていた。
1990年、BMG傘下の新しいレーベルであるDedicated Recordsよりデビュー・シングル「Freefall」、続けてセカンド・シングル「Sunburst」をリリース。サイケデリック色の強いサウンドでまずまずの評価を受ける。翌1991年にスロウダイヴのレイチェル・ゴスウェルをゲスト・ボーカルに迎えて、シングル「Pearl」をリリース。同年にファースト・アルバム『ワールプール』を、さらに続けてシングル「Mesmerise」をリリースする。
しばらくの沈黙の後、1993年にシングル「She's a Vision」「We Are the Beautiful」を続けてリリース。打ち込みを使ったエレクトロ・ミュージック寄りの音作りとなった。同年にセカンド・アルバム『ブラッド・ミュージック』をリリースする。このアルバムの製作途中でベイツが脱退する。
1996年に解散し、シングルやデモ等を収録したベスト盤『Rownderbowt』をリリースする。その後、シェリフはBio.comを結成、ベイツはCuba（その後Air Cubaに改名）を結成した後、Tunngに参加している。ロウはスロウダイヴの元メンバーとモハーヴィ3を、バレットもスロウダイヴの元ドラマーであるサイモン・スコットとインナー・スリーヴを結成している。
2008年には再結成を果たし、2010年には日本でも短期間ながらツアーを行っている。

## メンバー
- アンドリュー・シェリフ (Andrew Sherriff) - ボーカル、ギター
- スティーヴン・パットマン (Stephen Patman) - ボーカル、ギター
- サイモン・ロウ (Simon Rowe) - ギター
- ラッセル・バレット (Russell Barrette) - ベース
- アシュレイ・ベイツ (Ashley Bates) - ドラム

### 旧メンバー
- ジョン・カーティス (Jon Curtis) - ベース

## ディスコグラフィ

### アルバム
- 『ワールプール』 - Whirlpool (1991年)
- 『ブラッド・ミュージック』 - Blood Music (1993年)

### コンピレーション・アルバム
- Rownderbowt (1996年)
- The Best of Chapterhouse (2007年)

### シングル&EP
- Freefall (1990年)
- Sunburst (1990年)
- Pearl (1991年)
- Mesmerise (1991年)
- Mesmerise (remix) (1991年)
- She's A Vision / Don't Look Now (1993年)
- We Are The Beautiful (1993年)

### リミックス盤
- Pentamerous Metamorphosis (1998年) ※グローバル・コミュニケーションによるリミックス。『ブラッド・ミュージック』の限定盤に付属していたものを単体発売。